# لمياء الصلح
الأميرة لالة لمياء المغربية (4 أغسطس 1937،بيروت) هي من العائلة المالكة المغربية ذات أصول لبنانية، وهي أرملة الأمير مولاي عبد الله بن محمد الخامس وأم الأمراء مولاي هشام و الأمير ومولاي إسماعيل.

## سيرة شخصية
ولدت لمياء في لبنان في 4 أغسطس 1937، وهي الابنة الثانية من بين خمس بنات لرياض الصلح، رئيس وزراء البلاد. عندما كانت تبلغ من العمر 14 عامًا فقط، اغتيل والدها في هجوم شنه أعضاء الحزب السوري القومي الاجتماعي. درست في جامعة السوربون في باريس وتخرجت منها عام 1959 بدرجة البكالوريوس في اللغة والأدب الفرنسي.
شغلت منصب رئيسة المنظمة العلوية لتشجيع المكفوفين في المغرب منذ إنشائها في عام 1967.

## الزواج
التقت لمياء بزوجها المستقبلي الأمير مولاي عبد الله في باريس عام 1957، عندما كانت طالبة في جامعة السوربون، خطبها الأمير في بيروت في 5 نوفمبر 1959. وعقد قرانهما في الرباط في 9 نوفمبر 1961، وفي حفل زفاف مزدوج مع أم الأمراء، زوجة صهرها الملك الحسن الثاني. وبعد انضمامها إلى العائلة المالكة، أصبحت لالة لمياء ومنحها الحسن الثاني لقب الأميرة ولقب صاحب السمو الملكي. ولهم ثلاثة أطفال:
- الأمير هشام (4 مارس 1964):
- الأمير إسماعيل (31 دجنبر، 1981)
- الأميرة لالة زينب ( سنة 1971 )

## عنوان
- 4 أغسطس 1937 – 9 نوفمبر 1961: السيدة لمياء الصلح
- 9 نوفمبر 1961 – حتى الآن: صاحبة السمو الملكي الأميرة للا لمياء